# Metschnikowia gruessii
Metschnikowia gruessii är en svampart som beskrevs av Gim.-Jurado 1992. Metschnikowia gruessii ingår i släktet Metschnikowia och familjen Metschnikowiaceae.   Inga underarter finns listade i Catalogue of Life.